# Unión Demócrata Cristiana (RDA)
La Unión Demócrata Cristiana de Alemania (en alemán: Christlich-Demokratische Union Deutschlands; CDU) fue un partido político alemán oriental fundado el 26 de junio de 1945. Formó parte del Frente Nacional junto al Partido Socialista Unificado de Alemania (SED) hasta 1989. En los años 1980 llegó a tener entre sus filas hasta 140.000 militantes.
Después de la caída del muro de Berlín, en las elecciones del 18 de marzo de 1990 acudió junto a la CDU occidental y tras la Reunificación alemana en octubre de ese año, ambos partidos acabaron uniéndose.
El periódico oficial del partido era Neue Zeit (en español: Nuevo Tiempo), publicado por Union Verlag.

## Historia
La CDU estaba compuesta primordialmente de cristianos de clase media, que oficialmente apoyaban el socialismo tras el VI Congreso, celebrado en octubre de 1952. El Congreso aprobó la línea del realismo cristiano y declaró a la CDU un partido socialista, sin ninguna clase de limitaciones, en palabras de su presidente, Otto Nuschke. 
En las 22 Tesis sobre el realismo cristiano, la CDU aspiraba a participar en la "reorganización socialista de la sociedad" (1951). Enfatizaba la "realización ejemplar" de las enseñanzas de Karl Marx para "construir un orden social nuevo y mejor en la RDA", declaraba que el socialismo ofrecía la mejor oportunidad para la realización de las demandas de Cristo y para ejercitar la cristiandad práctica. El programa también defendía el apoyo de los democristianos al papel dirigente de la clase trabajadora en el establecimiento del socialismo, un desarrollo que la CDU consideraba desde su VI Congreso como "históricamente necesario y consistente". 
De los aproximadamente 200.000 militantes que había en 1947, tres años después, una cuarta parte de ellos habían sido expulsados, excluidos o habían huido hacia la Alemania occidental. Se alcanzó el clímax del éxodo en marzo de 1953, cuando 691 miembros de la CDU huyeron a Occidente. A pesar de esto, la mayor parte de los líderes, militantes y seguidores del partido se mantuvieron en un gran número. Para los años 80 la CDU tenía entre sus filas a 140.000 militantes.

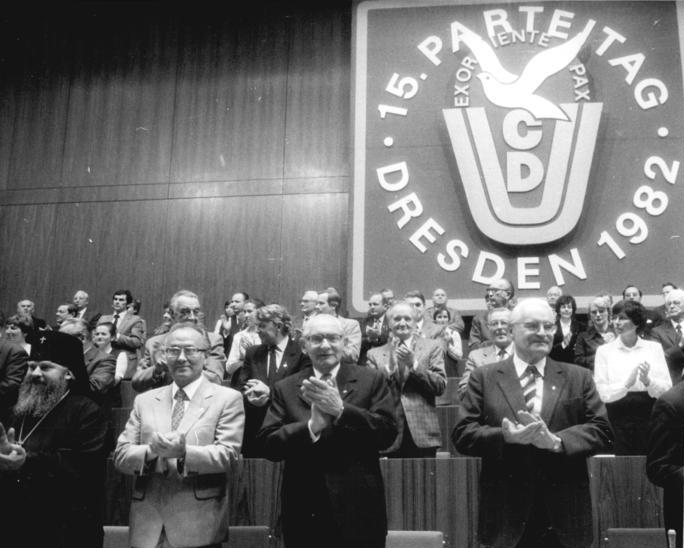
Imagen del XV Congreso de la CDU, celebrado en Dresde en 1982.

La CDU se opuso en más de una ocasión[cita requerida] al SED en relación con las propuestas del gobierno en la Cámara del Pueblo. Una de las desavenencias más notables tuvo lugar en la sesión del 9 de marzo de 1972, cuando 14 diputados de la CDU votaron en contra y 8 se abstuvieron en la votación de la ley sobre el aborto. 
En los años 50 el líder de la CDU fue Otto Nuschke, un antiguo dirigente del Partido Democrático Alemán durante la República de Weimar, estrecho aliado de los comunistas. Tras la muerte de Nuschke, le sucedió August Bach durante un corto periodo, hasta que en 1966 Gerald Götting fue elegido presidente. Antes ya había sido secretario general. El mismo Götting fue elegido Presidente del Parlamento durante los años 70. Götting permaneció como presidente y aliado del gobierno de Erich Honecker hasta que éste fue reemplazado por Egon Krenz en octubre de 1989. El 2 de noviembre de 1989, Götting fue cesado por los reformistas partidarios de la reunificación. En diciembre fue sustituido por Lothar de Maizière, un abogado y vicepresidente del Sínodo de la Iglesia Evangélica en la RDA. En aquel momento la CDU cesó (y después expulsó) a sus principales dirigentes y renunció al socialismo. 
El 18 de marzo de 1990 la CDU y sus aliados ganaron las elecciones a la Cámara del Pueblo, con un 40,8% de los votos, siendo elegido Lothar de Maizière como primer ministro de la RDA. A la par que la reunificación alemana, la CDU se integró en la CDU occidental en octubre de ese mismo año. Procedente de Despertar Democrático, un pequeño partido surgido de las protestas de 1989, una joven Angela Merkel militó durante unos meses en la CDU y fue la portavoz adjunta del primer gobierno democrático de la RDA, dirigido por el también democratacristiano Lothar de Maizière.

## Congresos del partido

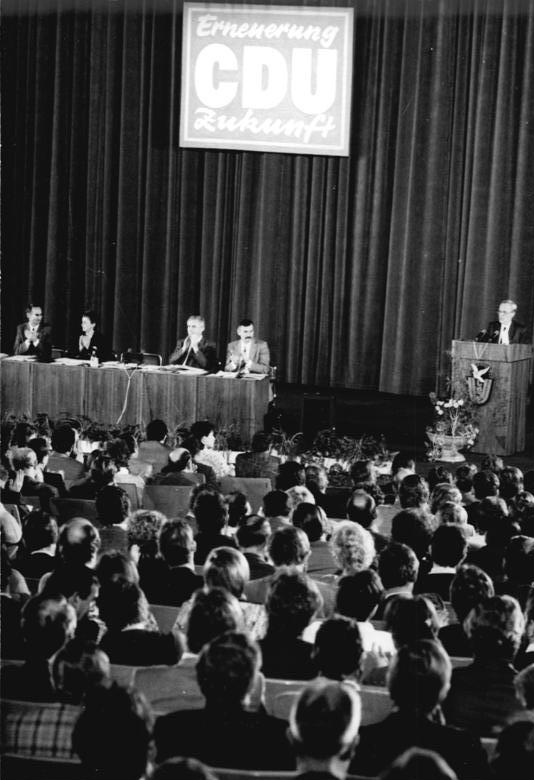
Congreso extraordinario de la CDU en diciembre de 1989, durante el cual el partido abandonó sus planteamientos socialistas.

| Edición       | Duración                                | Lugar de celebración |
| ------------- | --------------------------------------- | -------------------- |
| I Congreso    | 15 - 17 de junio de 1946                | Berlín               |
| II Congreso   | 6 - 8 de septiembre de 1947             | Berlín               |
| III Congreso  | 18 - 20 de septiembre de 1948           | Érfurt               |
| IV Congreso   | 12 - 13 de noviembre de 1949            | Leipzig              |
| V Congreso    | 15 - 17 de septiembre de 1950           | Berlín               |
| VI Congreso   | 16 - 18 de octubre de 1952              | Berlín               |
| VII Congreso  | 21 - 25 de septiembre de 1954           | Weimar               |
| VIII Congreso | 12 - 15 de septiembre de 1956           | Weimar               |
| IX Congreso   | 30 de septiembre - 3 de octubre de 1958 | Dresde               |
| X Congreso    | 22 - 25 de junio de 1960                | Érfurt               |
| XI Congreso   | 30 de septiembre - 3 de octubre de 1964 | Érfurt               |
| XII Congreso  | 2 - 5 de octubre de 1968                | Érfurt               |
| XIII Congreso | 11 - 13 de octubre de 1972              | Érfurt               |
| XIV Congreso  | 12 - 14 de octubre de 1977              | Dresde               |
| XV Congreso   | 13 - 15 de octubre de 1982              | Dresde               |
| XVI Congreso  | 14 - 16 de octubre de 1987              | Dresde               |
| XVII Congreso | 15 - 16 de diciembre de 1989            | Berlín               |

## Organización interna

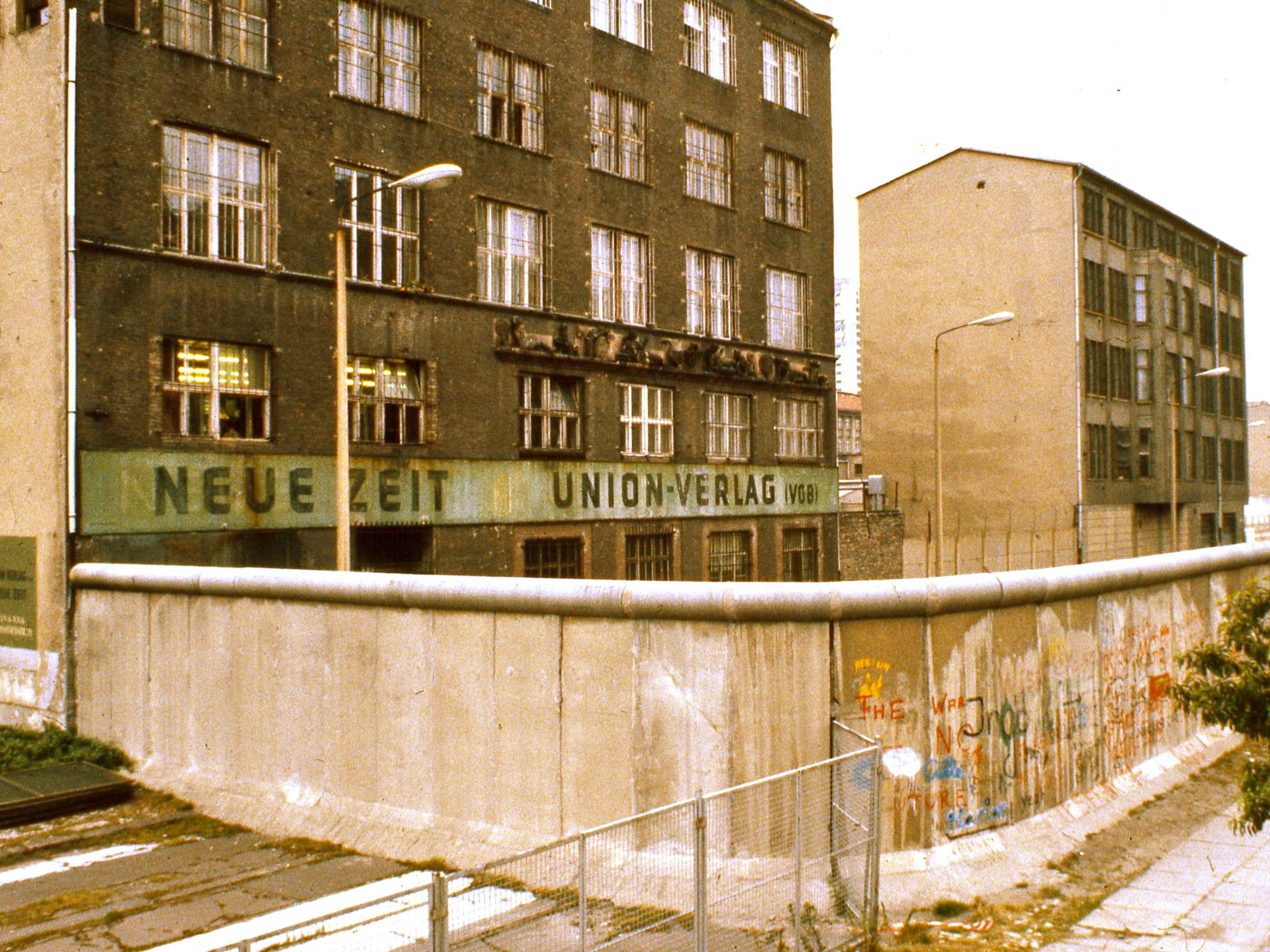
Exterior del edificio de Neue Zeit, vista trasera, con el muro de Berlín en el frente, 1984.

### Presidentes
| Andreas Hermes     | 1945            |
| Jakob Kaiser       | 1945–1947       |
| Otto Nuschke       | 1948–1957       |
| August Bach        | 1957–1966       |
| Gerald Götting     | 1966–1989       |
| Wolfgang Heyl      | 1989 (interino) |
| Lothar de Maizière | 1989–1990       |

### Secretarios generales
| Georg Dertinger | 1946–1949 |
| Gerald Götting  | 1949–1966 |
| Martin Kirchner | 1989–1990 |

## Resultados electorales
| Año  | # de votos     | % de votos | # de escaños obtenidos | +/– |
| ---- | -------------- | ---------- | ---------------------- | --- |
| 1990 | 4 710 598 (#1) | 40.8       | 163/400                | 111 |